# Курський державний обласний музей археології
Курський державний обласний музей археології — археологічний музей, розташований у місті Курську. Є першою в Росії спеціалізованою установою, що розповідає про археологію окремого регіону.

## Історія
Курський державний обласний музей археології створений у 1991 році як філія Курського обласного краєзнавчого музею. 12 серпня 1993 року перетворений у державний обласний музей (вважається датою заснування музею). До 1993 року музей розташовувався в будівлі Нижньо-Троїцької церкви, займаючи її перший поверх. Першим директором музею став Микола Олексійович Тихомиров, а з 1994 року колектив очолив Геннадій Юрійович Стародубцев.
У червні 2011 року проект Курського державного обласного музею археології «Золото гунів» став переможцем VIII Грантового конкурсу «Мінливий музей у мінливому світі», що проводиться Благодійним фондом В. Потаніна за підтримки Міністерства культури Російської Федерації та оперативного управління Асоціації менеджерів культури.

## Будівля музею
В даний час музей розташовується в єдиній в Курську збереженій світській будівлі середини XVIII століття, побудованій в архітектурному стилі Московської Русі XVI—XVIII століть, — будинку купця Хлопоніна (так званих «палатах Ромодановських»).

## Колекція музею
У фондах музею зберігаються: знаряддя праці, кераміка, жіночі прикраси, скульптури, Зброя і предмети військового спорядження, господарські і побутові начиння, монети. В доповнення до колекції є велика кількість фотографій і креслень, зроблених у результаті польової фіксації знахідок. Загальна кількість одиниць зберігання музею — 118 742, у тому числі найбільш цінні колекції:
- Гапоновский скарб — 384;
- Новосуджанський і Смородинський скарби — 44;
- Поховання біля с. Волниковка — 347 («Волниковський вершник» гунського часу);
- Палеолітична стоянка Авдіїво — 1250;
- Палеолітична стоянка Бики — 223;
- Гочевські курганні старовинності з розкопок Д. Я. Самоквасова — 1672[2][3].